# DR P4
DR P4 (DR Program 4) est un réseau de onze stations de radio publiques danoises appartenant au groupe DR. DR P4 est constituée d'un programme commun, repris au niveau national, et de décrochages régionaux spécifiques (journaux locaux, sport, magazines régionaux).
DR P4 se présente comme une station de format généraliste, où alternent informations nationales et régionales, magazines, musique et émissions de divertissement. Parmi les programmes phares de la station figurent notamment Morgenstund (en semaine, à partir de 5 heures du matin), Formiddag på 4'eren (à partir de 10 heures du matin) ou encore un quiz radiophonique intitulé Danmarksmester (en semaine, à partir de 13 heures).

## Histoire
L'histoire de la radio régionale danoise débute au mois d'avril 1960, avec la création de six stations : Bornholms Radio à Rønne, Midtjyllands Radio à Århus, Nordjyllands Radio à Aalborg, Radio Fyn à Odense, Sjællands Radio à Næstved, et Sønderjyllands Radio à Aabenraa. Københavns Radio, qui couvre l'agglomération de Copenhague, est lancée en 1962. Radio Midt og Vest débute à Holstebro en 1974, et Kanal 94 à Vejle en 1980. 
Au début des années 1960, chaque station se limitait à une demi-heure de productions propres, essentiellement des informations, une fois par semaine, chaque lundi à 19 heures 15. En 1962, quarante-cinq minutes de programmes régionaux sont proposés aux auditeurs, et en 1967, un programme local de quarante minutes est diffusé le mardi, en plus des émissions du lundi. De nos jours, chaque station régionale diffuse ses propres décrochages, sept jours sur sept, en complément du programme commun, qui forme l'armature de la station.

## Identité visuelle

Logo de DR P4 de 2007 à 2009.
Logo de DR P4 de 2009 à 2013.
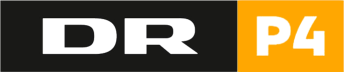
Logo de DR P4 de 2013 à 2017.
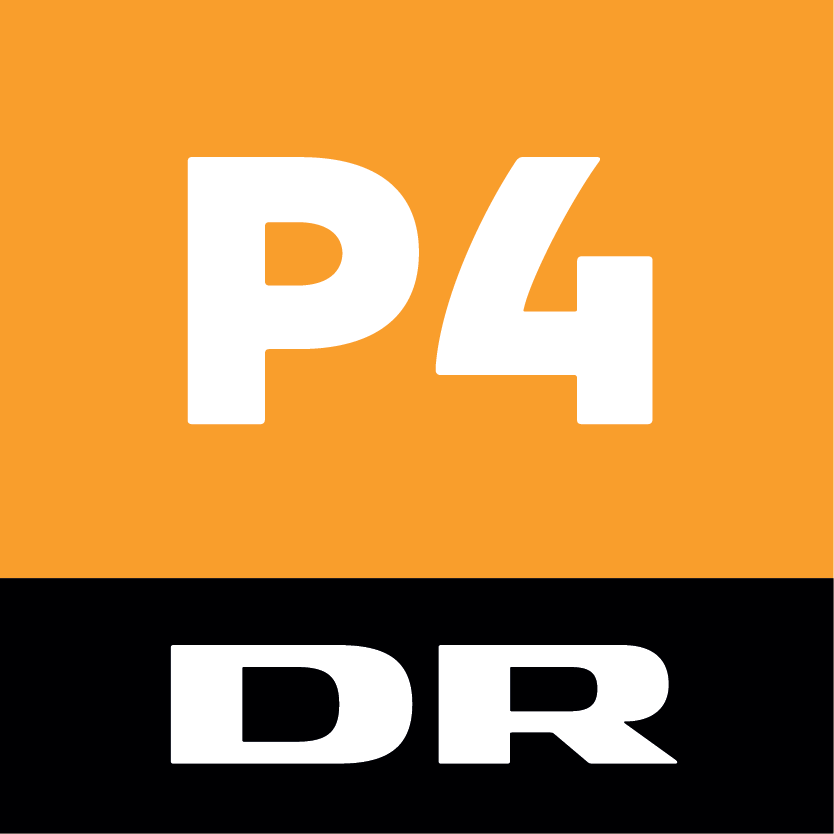
Logo de DR P4 de 2017 au 2 janvier 2020.
Logo de DR P4 depuis le 2 janvier 2020.

## Diffusion

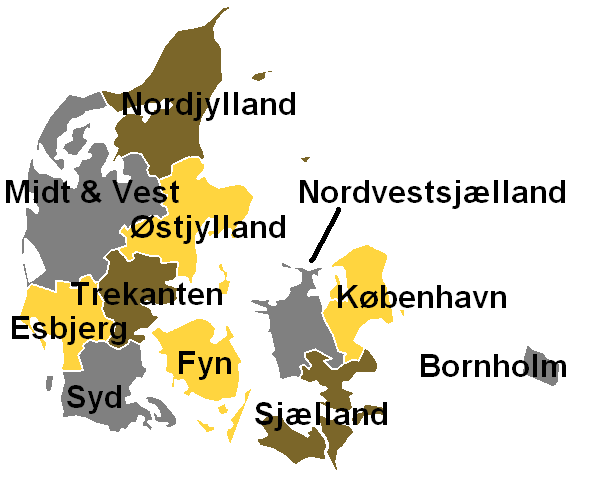
Zone de diffusion des différentes stations régionales de DR P4

DR P4 est disponible en modulation de fréquence (FM) sur l'ensemble du territoire danois, ainsi que par satellite, en Digital Audio Broadcasting ou encore sur internet. Ses différentes versions régionales sont :
- P4 Bornholm
- P4 Esbjerg
- P4 Fyn
- P4 Trekanten
- P4 København
- P4 Midt og Vest
- P4 Nordjylland
- P4 Nordvestsjælland
- P4 Sjælland
- P4 Syd
- P4 Østjylland

## Annexe